# 夺底街道
夺底乡（藏語：མདོ་སྡེ，威利转写：dog-bde，THL：dodé），是中华人民共和国西藏自治区拉萨市城关区下辖的一个乡镇级行政单位。

## 行政区划
夺底乡下辖以下地区：
桑伊社区、洛欧村和维巴村。

## 寺庙
- 夺底清真寺